# Johan Philip Matthias Menger

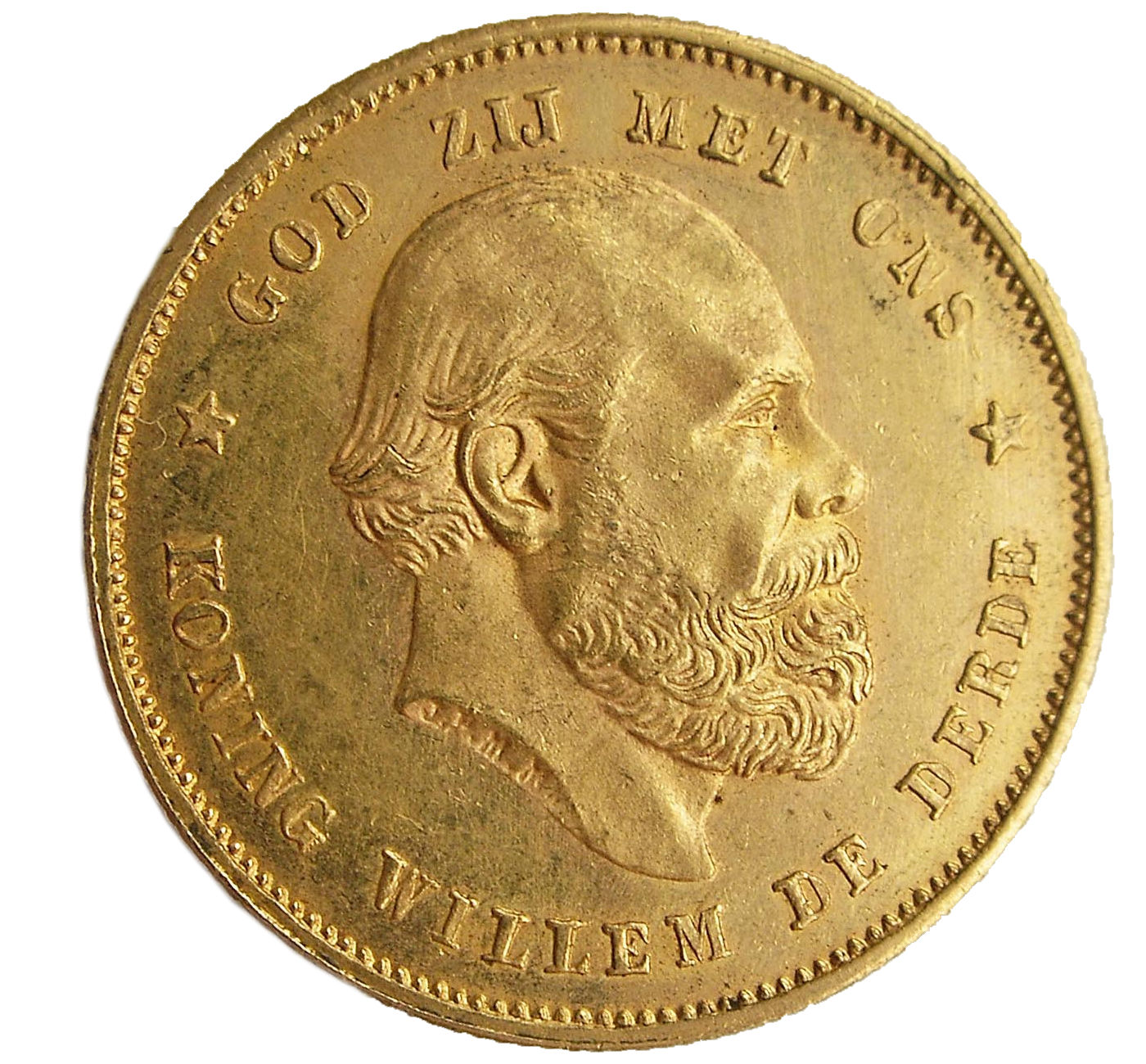
Gouden tientje (1875) met beeltenis van koning Willem III. In de halfsnede Mengers signatuur J.P.M.M.

Johan Philip Matthias Menger (Utrecht, 21 april 1845 – aldaar, 24 augustus 1912) was een Nederlands beeldhouwer, medailleur en stempelsnijder.

## Leven en werk
Menger was een zoon van stempelsnijder Johan Philip Menger (1818-1895) en Euphrosina Johanna Parré (1818-1861). Hij werd opgeleid bij de Munt van Beieren en kwam in 1862 in dienst als leerling-graveur bij 's Rijks Munt in Utrecht. Van 1864 tot 1867 studeerde hij beeldhouwkunst aan de kunstacademie van München. Na zijn terugkeer in Utrecht klom hij bij 's Rijks Munt op van 2e hulp-stempelsnijder (1868), 1e hulpstempelsnijder (1875) en 2e stempelsnijder (1876) op tot opvolger van zijn vader als 1e stempelsnijder (1893).
Menger ontwierp onder meer het gouden tientje 1875 met het portret van koning Willem III. Hij maakte de stempels voor het dubbeltje (1891-1892) met een portret van prinses Wilhelmina met lang hangend haar, naar een ontwerp van Ludwig Jünger, en voor het kwartje (1899-1900) van koningin Wilhelmina, naar een ontwerp van Pier Pander. Hij was lid van Arti et Amicitiae.

## Enkele werken
- 1864 penning zilveren bruiloftsfeest van C.J.J.M. Serruijs en A.L.M. De Bruijn
- 1864 penning zilveren bruiloftsfeest van H.R.W. De Bruijn en C.J.M. Serruijs
- 1870 penning oprichting van een standbeeld van Piet Hein in Delfshaven
- 1872 herdenkingspenning Groningen constant t.g.v. tweede eeuwfeest Gronings Ontzet, voorzijde met Groningse stedenmaagd gesneden door vader J.P. Menger, keerzijde met Rabenhaupt-monument gesneden door J.P.M. Menger.[3]
- 1875 gouden tientje met portret van koning Willem III
- 1876 penning jubileum prins Frederik 60 jaar Grootmeester Nationaal
- 1877 prijspenning van de Internationale Tuinbouw Tentoonstelling te Amsterdam
- 1893 erepenning van 'Wilhelmina koningin der Nederlanden'. Voorzijde portret van Wilhelmina uitgevoerd door Menger, naar een ontwerp van Bart van Hove.
- 1895 penning opening van de Delagoabaai-spoorweg
- 1898 penning ter herinnering aan Theodorus Marinus Roest, eerste voorzitter van het Koninklijk Nederlands Genootschap voor Munt- en Penningkunde
- 1900 penning 50-jarige echtvereniging J.A.M. Van Oordt en S.L.J. Van Oosten, heer en vrouwe van Bunschoten, Spakenburg en Dijkhuizen
- 1902 prijspenning van koningin Emma. Voorzijde portret van Emma uitgevoerd door Menger, naar een ontwerp van Bart van Hove, keerzijde door W.J. Schammer.

## Galerij

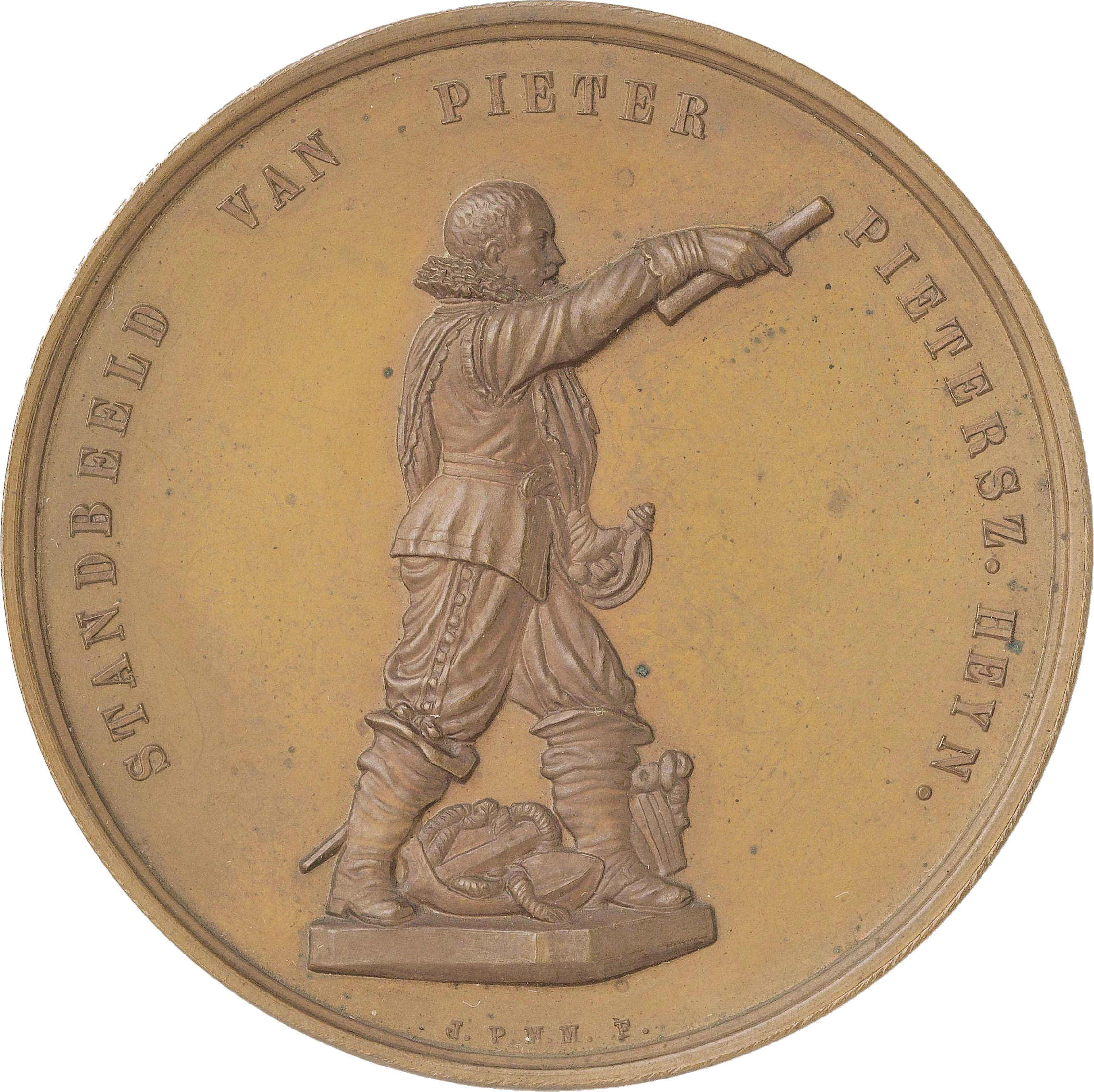
1870 oprichting van een standbeeld voor Piet Hein
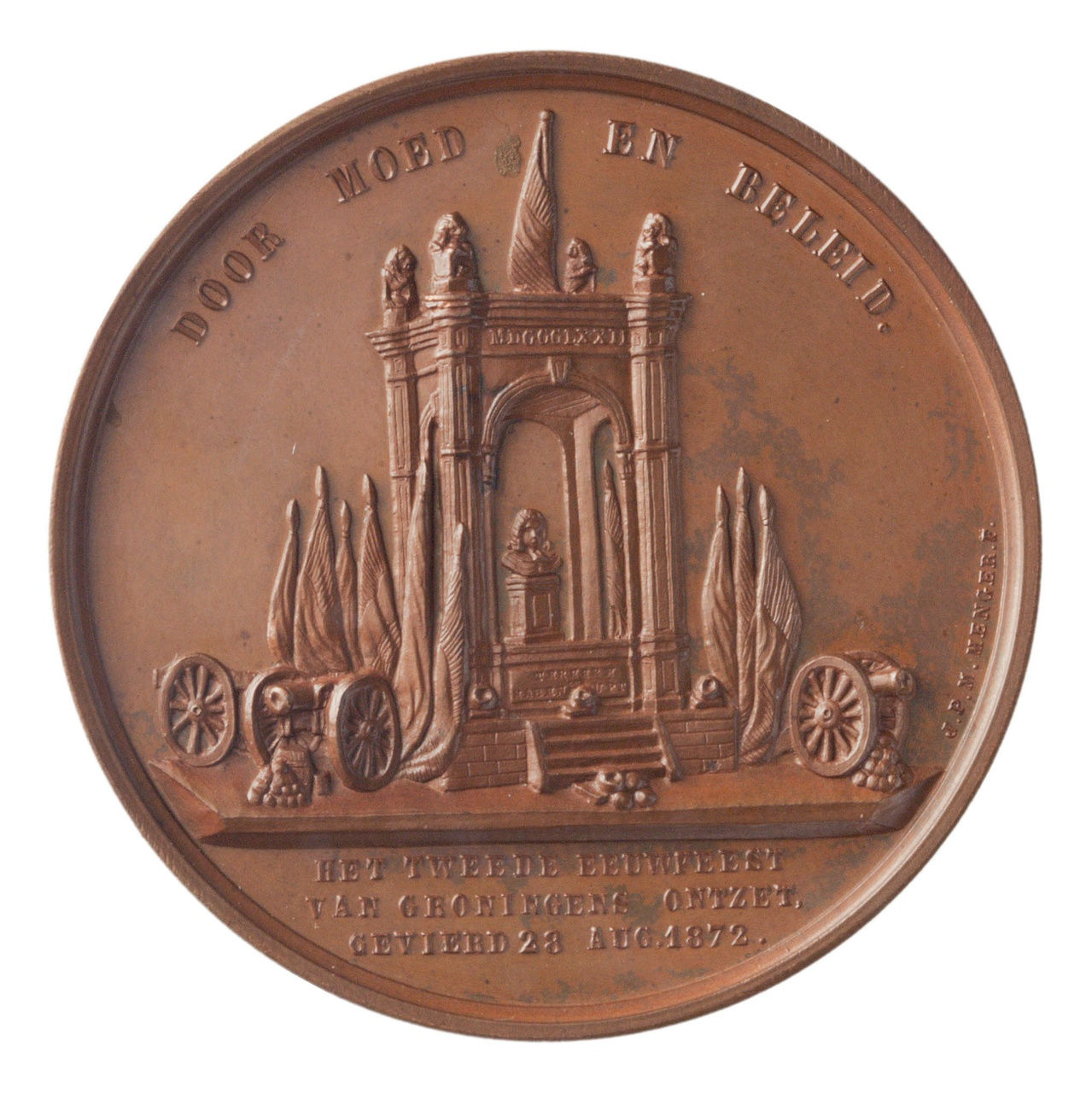
1872 Tweede eeuwfeest Gronings Ontzet
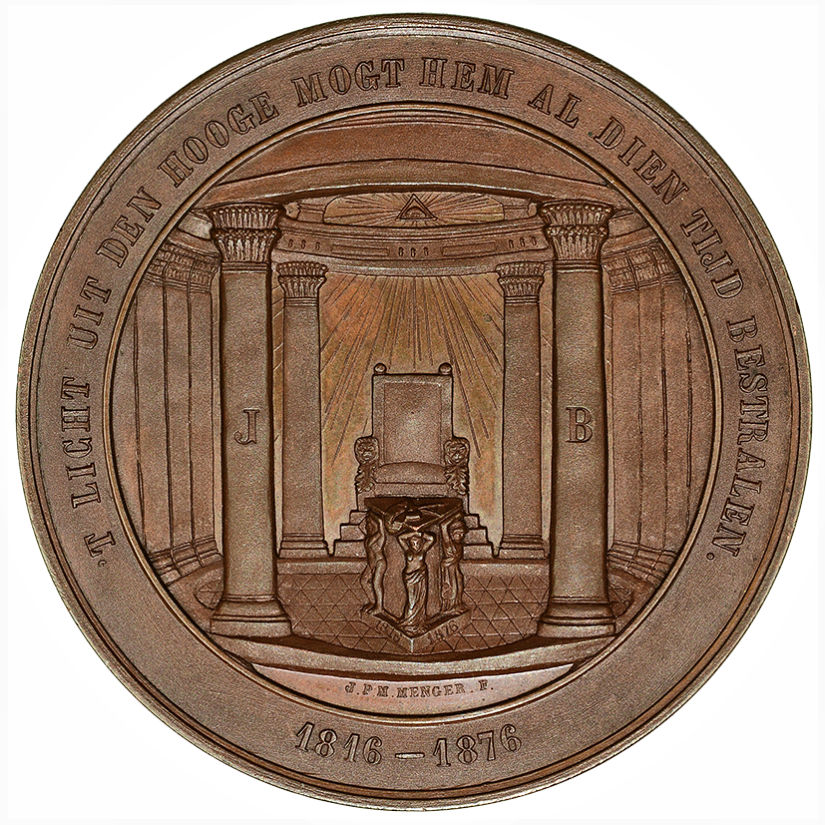
1876 prins Frederik 60 jaar Grootmeester Nationaal
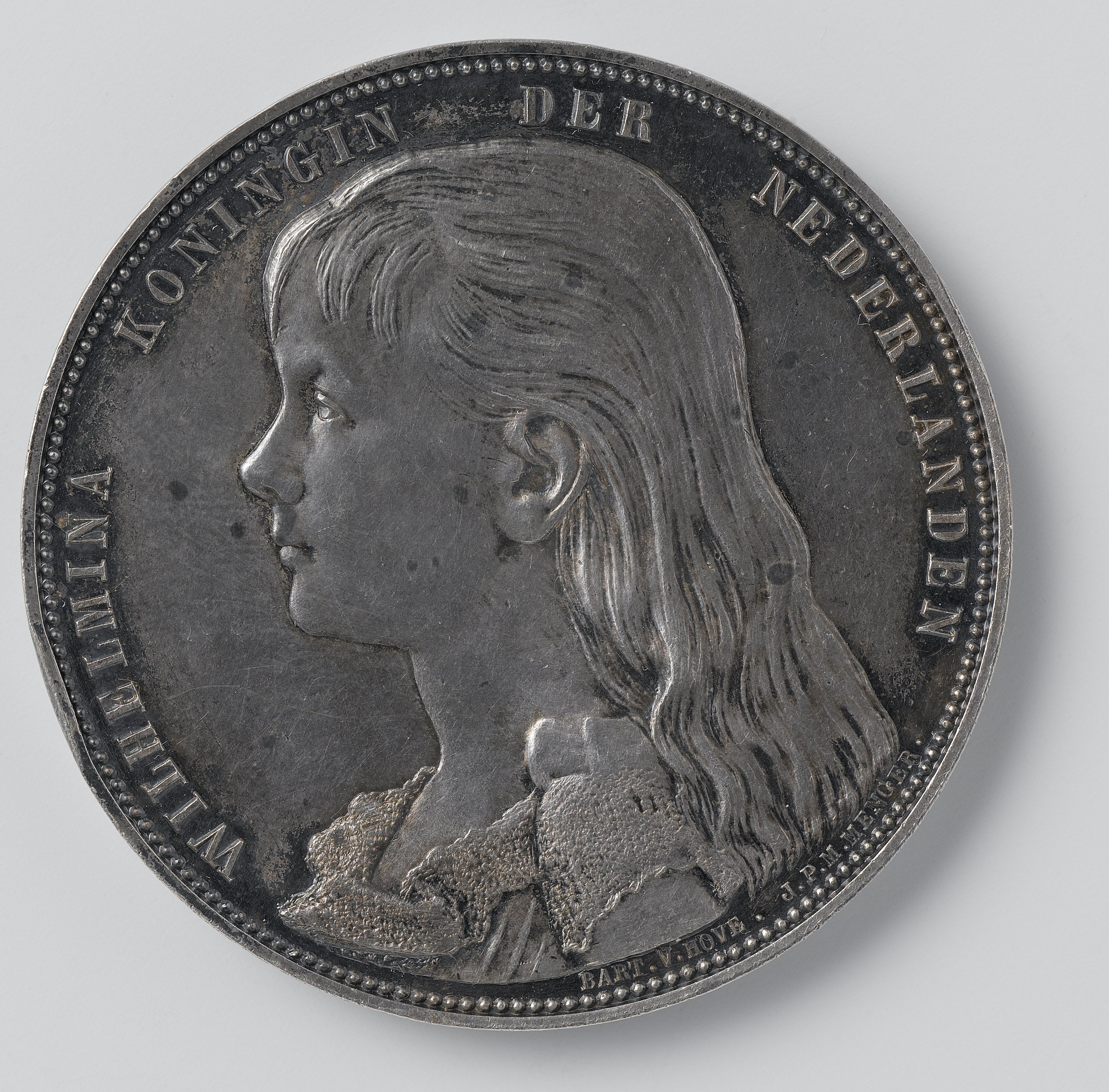
1893 erepenning koningin Wilhelmina
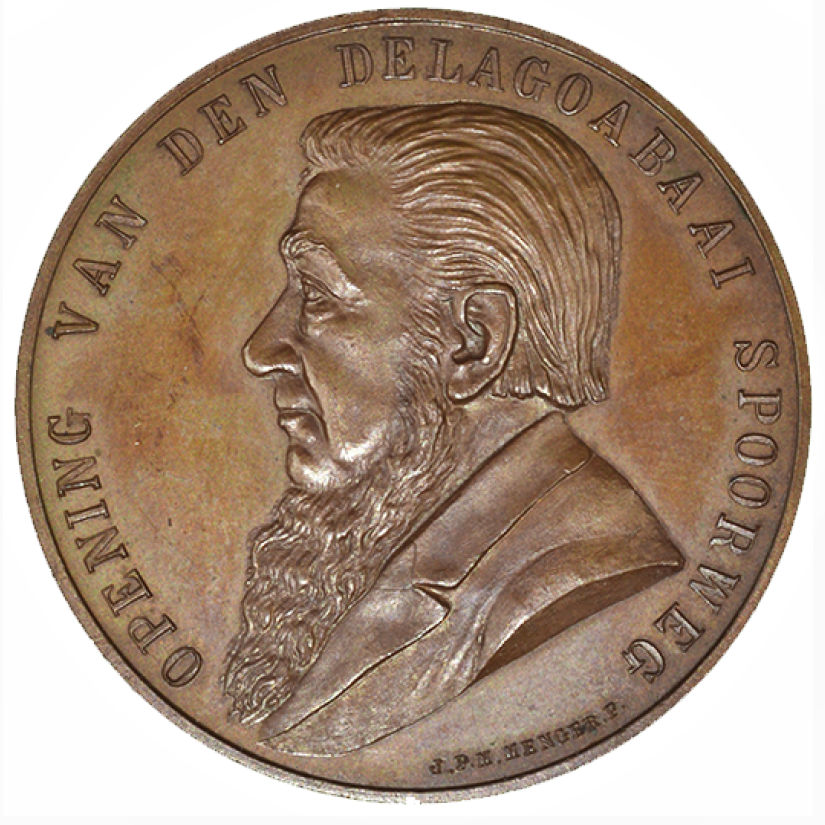
1895 opening van de Delagoabaai-spoorweg

## Museale collecties
Mengers werk is opgenomen in de collecties van onder andere het Centraal Museum en het Teylers Museum en in de Nationale Numismatische Collectie.
- Biografisch Portaal: 93544481
- Nederlandse Thesaurus van Auteursnamen: 27343554X
- RKD-Nederlands Instituut voor Kunstgeschiedenis: 372036
- Virtual International Authority File: 287553694